# Capitobranchus macgregori
Capitobranchus macgregori är en ringmaskart som beskrevs av Francis Day 1962. Capitobranchus macgregori ingår i släktet Capitobranchus och familjen Capitellidae. Inga underarter finns listade i Catalogue of Life.